# White Lady
White Lady es el primer y único álbum de estudio de la banda británica Badger. Fue publicado en mayo de 1974 a través de Epic Records.

## Antecedentes
Badger fue fundada por el teclista Tony Kaye, después de que abandonó Yes, junto con el bajista y vocalista David Foster. Junto con el baterista Roy Dyke, anteriormente de Ashton, Gardner & Dyke; y el guitarrista y vocalista Brian Parrish, anteriormente de Parrish & Gurvitz, la banda comenzó a ensayar en septiembre de 1972 y firmó con Atlantic Records. El primer lanzamiento de Badger fue el álbum en vivo One Live Badger, producido por Jon Anderson y Geoffrey Haslam.
En 1974, la banda se había reducido a Kaye y Dyke. Reclutaron al bajista Kim Gardner, que había trabajado con Dyke en Ashton, Gardner y Dyke. Paul Pilnick, exmiembro de Stealers Wheel, se unió a la guitarra, al igual que el cantante Jackie Lomax. Bajo el liderazgo de Lomax, Badger abandonó el pesado soul/rock sinfónico de One Live Badger por un estilo más funky y relajado similar al boogie sureño estadounidense y al pop armonioso de la costa oeste.

## Grabación y contenido
White Lady se grabó en Sea-Saint Recording Studio, en Nueva Orleans, Luisiana. Allen Toussaint produjo el álbum. White Lady contenía 10 canciones. Todas las canciones fueron compuestas por Lomax, con letras adicionales en «White Lady» escritas por Robert Ashley. El guitarrista Barry Bailey aparece en cinco canciones. Toussant toca la conga en cuatro, y Jeff Beck toca el solo de guitarra en «White Lady». Los músicos de sesión adicionales incluyen al saxofonista Alvin Thomas, al trombonista Lester Caliste, y al trompetista John Longo. Las cantantes Joan Harmon, Mercedes Davis y Teresipa Henry aparecen como coristas en seis canciones.

## Ilustración  y embalaje
La portada del lanzamiento en vinilo original, diseñada por John Berg e ilustrada por David Croland, un plano medio de una joven blanca de pie contra una pared rosa iluminada lateralmente con un vestido lencero blanco y el cabello platinado hacia arriba. El estilo distintivo de Croland también se ve en la portada de Glorious de Gloria Gaynor. La contraportada muestra una foto grupal de la banda, tomada por Lee Friedlander.

## Recepción de la crítica
Un escritor no especificado de la revista Cash Box declaró: “Badger, un grupo británico de distinción en los círculos del rock and roll, ha entretenido al público en Europa durante algún tiempo con gran éxito. Sin embargo, sus éxitos en Estados Unidos hasta ahora han sido limitados. Este disco parece estar cambiando las cosas en esa dirección en breve. La incorporación de Jackie Lomax ayuda aquí, ya que aporta una voz y una guitarra muy sabrosas a la formación y hace que el material incluido sea aún mucho más sabroso”.

## Rendimiento comercial
La revista Record World informó en la semana del 25 de mayo de 1974 que White Lady fue la selección “durmiente de la semana” en radio FM, con emisión en las estaciones WLIR-FM, WORJ-FM, WMMS-FM, WABX-FM, KOME-FM y KSAN-FM. White Lady también estuvo entre los 10 álbumes más vendidos de la tienda de discos Licorice Pizza.

## Lista de canciones
Todas las canciones escritas y compuestas por Jackie Lomax, excepto donde esta anotado.
Lado uno
1. «A Dream of You» – 4:15
2. «Everybody-Nobody» – 3:26
3. «Listen TO Me» – 4:57
4. «Don't Pull the Trigger» – 4:06
5. «Just the Way It Goes» – 4:41

Lado dos
1. «White Lady» (Lomax, Robert Ashley) – 4:46
2. «Be with You» – 3:47
3. «Lord Who Give Me Life» – 3:04
4. «One More Dream to Hold» – 4:04
5. «The Hole Thing» – 6:10

## Créditos y personal
Créditos adaptados desde las notas de álbum de White Lady.
Badger
- Jackie Lomax – guitarra rítmica, voces
- Tony Kaye – teclados, Mellotron, sintetizador Moog
- Paul Pilnick – guitarra líder
- Roy Dyke – batería
- Kim Gardner – bajo eléctrico

Músicos adicionales
- Allen Toussaint – piano en «Listen to Me» y «Don't Pull the Trigger», órgano en «One More Dream to Hold», conga en «A Dream of You», «Everybody–Nobody», «Listen to Me» y «The Hole Thing»
- Barry Bailey – slide guitar en «Don't Pull the Trigger», «Just the Way It Goes», «White Lady», «Be with You» y «Lord Who Give Me Life»
- Jeff Beck – solo de guitarra en «White Lady»
- Lester Caliste – trompeta
- Carl Blouin – saxofón barítono, flauta
- Alvin Thomas – saxofón tenor
- John Lango – trombón
- Bryn Haworth – slide guitar en «Listen to Me»
- Bobby Montgomery – coros en «Everybody–Nobody» y «One More Dream to Hold»
- Jessie Smith – coros en «Everybody–Nobody» y «One More Dream to Hold»
- Mercedes Davis – coros en «A Dream of You», «Listen to Me», «Just the Way It Goes», «White Lady», «Be with You» y «Lord Who Give Me Life»
- Joan Harmon – coros en «A Dream of You», «Listen to Me», «Just the Way It Goes», «White Lady», «Be with You» y «Lord Who Give Me Life»
- Teresipa Henry – coros en «A Dream of You», «Listen to Me», «Just the Way It Goes», «White Lady», «Be with You» y «Lord Who Give Me Life»

Personal técnico
- Allen Toussaint – productor, arreglos
- Roberta Grace – ingeniera de audio
- Ken Laxton – ingeniero de audio
- Bob Potter – mezclas
- David Croland – ilustración
- Lee Friedlander – fotografía
- John Berg – diseño de portada